# Memsource
Memsourceはチェコ共和国のプラハに本社を置くMemsource社が提供する翻訳支援ツール（CATツール）である。
クラウド型翻訳プラットフォームであるMemsource Cloudは、翻訳メモリ、用語の管理、品質チェック、外部機械翻訳サービスとの連携などの機能を含み、オンライン版（Webエディタ）とデスクトップ版（エディタ）の2種類のワークベンチで翻訳を行える。

## 開発元Memsource社の経歴
- 2010年　現CEOであるDavid Canekにより創設された。

## ビジネスモデル
Memsource CloudはSaaSであり、フリーミアムビジネスモデルを採用している。パーソナルエディション、アカデミックエディション、デベロッパーエディションは無料で提供されているが、より豊富な機能を持つエディションでは月ごとの使用料が発生する。
有料のエディションにはいくつかの種類があり、それぞれフリーランス翻訳者、翻訳会社、翻訳を外注する企業などを主な対象としている。

## 対応するファイル形式
Memsource Cloudは50以上のファイル形式の翻訳に対応している。主な例としては、Microsoft Officeファイル、XML、HTM、XLIFFやTTXなどのバイリンガルファイル、Adobe InDesignやFrameMakerなどのDTPファイルが挙げられる。サポートするファイル形式は下記の通りである。
- .doc, .docx, .dot, .dotx, .docm, .dotm, .rtf, .ppt, .pptx, .pot, .potx, .pptm, .potm, .xls, .xlsx, .xlt, .xltx, .xlsm, .xltm
- .htm, .html
- .idml (.indd), .icml, .mif (version 8 and above only), .svg
- .ttx (pre-segmented), .sdlxliff
- .xml, .xhtm, .xhtml, Android .xml
- .xliff (1.2), xliff (2.0), .xliff for WordPress, .tmx
- .dita, .ditamap
- .pdf
- .catkeys, .csv, (Magento).csv, .dbk, .desktop, (Mozilla).DTD, .epub, (Joomla).ini, .json, .lang, .Plist, .po, .properties, (Java).properties, .resx, .srt, .strings, .sub, .ts, .txt, .wiki, .yaml
- .zip

## 翻訳用ワークベンチ
Memsourceはデスクトップ型とWeb型の2種類の翻訳用ワークベンチを提供している。後者はMemsource Cloudにログインしてから起動する。デスクトップ型のMemsourceエディタは無料でダウンロードでき、Windows、Mac、Linux環境にインストールできる。デスクトップエディタにおいても、ユーザーのPCに保存されるのは実際の翻訳ファイルのみであり、エディタがMemsource Cloudにアクセスすることで、翻訳メモリや用語集などのその他の翻訳リソースを参照できる仕組みである。

## API
Memsourceはその機能のほとんどをパブリックAPIを通じて提供している。翻訳メモリ、用語集、ファイル変換、品質チェックなどに関する各種のAPIがHTTP/JSON形式で利用できる。また、開発とテストのためのデベロッパーエディションが無料で利用可能である。